# M21
M21 je ostrostrelna puška, ki je bila v uporabi v oboroženih silah ZDA.

## Zgodovina
Kopenska vojska Združenih držav Amerike je potrebovala učinkovito in zanesljivo ostrostrelno puško za vojake na bojiščih vietnamske vojne. Odločila se je za predelavo obstoječe bojne/jurišne puške M14, ki jo je v tem času pospešeno začela nadomeščati M16.
Osnovna različica nove ostrostrelne puške je bila označena kot XM21 in je bila razvita iz M14 National Match, polavtomatske puške, namenjene za urjenje. Iz vseh izdelanih pušk M14NM so izbrali 1.435, ki so jim dodali posebej izbrane, natančne cevi, ročno dodelali sprožilni mehanizem ter plinski sistem. Puške so bile opremljene z strelskim daljnogledom ART (Adjustable Ranging Telescope, z 3x-9x povečavo). Te puške so nato poslali leta 1969 v Vietnam na preizkušnjo.
XM21 je bila uradno sprejeta v uporabo šele 1975 kot M21 in je bila osnovna ostrostrelna puška KOV ZDA od vietnamske vojne do 1988, ko jo je zamenjala M24 SWS.

## Zasnova
Prve puške so bile le predelane M14NM z lesenim kopitom. Sistem odvoda smodniških plinov z vrtljivim valjem je omogočal natančno in zanesljivo delovanje. Poznejše, serijsko izdelane puške so imele lesene dele zamenjane z deli iz steklenih vlaken in moderniziran notranji mehanizem, ki je omogočal hitrejše, bolj tekoče delovanje za potrebe bojišča.
Nekatere puške so imele dodane tudi nožice.

## Izpeljanke
Leta 1991 so za potrebe specialnih sil (SEALe in specialne sile KOV ZDA) razvili novo ostrostrelno puško, ki je v bistvu modernizirana in predelana M21 in jo poimenovali M25.